# Магалі Бенітес
Магалі Бенітес (ісп. Magalí Benítez; нар. 9 грудня 1975) — колишня парагвайська тенісистка.
Найвищу одиночну позицію світового рейтингу — 350 місце досягла 8 травня 1995, парну — 306 місце — 13 червня 1994 року.
Здобула 1 одиночний та 2 парні титули.

## Фінали ITF

### Одиночний розряд: 6 (1–5)
| Результат | Ранг | Дата            | Турнір                      | Покриття | Суперниця          | Рахунок          |
| --------- | ---- | --------------- | --------------------------- | -------- | ------------------ | ---------------- |
| Поразка   | 1.   | 28 вересня 1992 | ITF Ліма, Перу              | Ґрунт    | Пауліна Сепульведа | 1–6, 4–6         |
| Поразка   | 2.   | 3 травня 1993   | ITF Буенос-Айрес, Аргентина | Ґрунт    | Сінтія Торторелла  | 6–4, 1–6, 1–6    |
| Поразка   | 3.   | 21 червня 1993  | ITF Ковілян, Португалія     | Ґрунт    | Анікве Снейдерс    | 6–7(4), 6–1, 3–6 |
| Поразка   | 4.   | 6 вересня 1993  | ITF Каракас, Венесуела      | Ґрунт    | Паула Кабесас      | 7–5, 2–6, 3–6    |
| Перемога  | 1.   | 26 вересня 1994 | ITF Ліма, Перу              | Тверде   | Джоанн Мур         | 6–4, 3–6, 6–1    |
| Поразка   | 5.   | 17 жовтня 1994  | ITF Асунсьйон, Парагвай     | Ґрунт    | Ларісса Шерер      | 4–6, 1–6         |

### Парний розряд: 5 (2–3)
| Результат | Ранг | Дата             | Турнір                   | Покриття | Партнерка             | Суперниці                               | Рахунок          |
| --------- | ---- | ---------------- | ------------------------ | -------- | --------------------- | --------------------------------------- | ---------------- |
| Поразка   | 1.   | 26 жовтня 1992   | ITF Асунсьйон, Парагвай  | Ґрунт    | Нінфа Марра           | Крістіна Розвадовскі Кароліне Стассен   | 4–6, 1–6         |
| Поразка   | 2.   | 13 вересня 1993  | ITF Богота, Колумбія     | Ґрунт    | Барбара Кастро        | Хрістіна Захаріду Марія Долорес Кампана | 3–6, 2–6         |
| Перемога  | 1.   | 3 жовтня 1993    | ITF Ліма, Перу           | Ґрунт    | Міріам Д'Агостіні     | Карміна Хіральдо Хімена Родрігес        | 6–4, 6–2         |
| Поразка   | 3.   | 1 листопада 1993 | ITF Асунсьйон, Парагвай  | Ґрунт    | Ларісса Шерер         | Маріана Діас-Оліва Валентіна Соларі     | 5–7, 5–7         |
| Перемога  | 2.   | 22 травня 1994   | ITF Ратцебург, Німеччина | Ґрунт    | Марія Долорес Кампана | Комлева Світлана Баркан Неллі           | 3–6, 7–5, 7–6(6) |